# 狼・無頼控
『狼・無頼控』（おおかみ ぶらいひかえ）は毎日放送と映像京都の制作、NETテレビ（現・テレビ朝日）系列（現在とはネット系列編成が異なる）で放映されたテレビ時代劇。
1973年（昭和48年）10月5日から1974年（昭和49年）3月29日まで、金曜夜9時からの1時間枠で放送された。全26回。

## 作品内容
時は江戸時代末期（天保の改革の直前と思われる）江戸の片隅の小料理屋「蔦の家」に屯する六人の男女。その正体は、大目付跡部和泉守の組織する私設実働部隊　狼であった。
狼は多額の報酬と引き換えに諸国諸藩や江戸で起こった悪事を暴き、当事者である悪人たちを陰で始末する任務を引き受ける。
無論、彼らに対する公的な支援は一切なく、任務は命の保障すらない危険な物。彼らもまた任務よりも己の信念を優先する無頼の一匹狼の集団。
故に時として仲間割れを起こしたり、求められた物から逸脱して突っ走ろうとするが彼らは金のためを建前に虐げられた者たちのために任務に挑み、事件を解決して行く。

## キャスト

### 狼
- 剣 条之介（村野武範）

狼のリーダー格で、一刀流の剣の達人。大刀で悪人を斬り倒す。
馬術の心得もある若い浪人で御隠居を出し抜いてやろうと考えたり、クライマックスの大立ち回りでの暴れっぷりなど直情径行な所があるが国の行く末を憂えたり、女性に恋をして悲恋に終わり、悲嘆にくれるところを見せることもある。
仲間からは「条」「条さん」と呼ばれる。
- 玄庵（長門勇）

医者を生業とするが望まぬ妊娠をしてしまった女たちのために違法行為である堕胎手術を秘かに引き受けている。
チームの参謀であると同時に拳法の達人で立ち回りのときは腰に差した二丁の釵を使用する他、悪人の武器を奪って使うこともある。
仲間からは「藪庵」と呼ばれることが多く、「玄庵」という本名が登場する事は少ない。
- 菊次（田村亮）

元は浅草の軽業師で、今は博徒。
軽業師時代に十八番であった手裏剣を仕込んだ花札投げで悪人の喉笛や頸動脈を狙う殺し技を使う他、匕首や髷に刺している簪で相手を倒すこともある。
髪結いの技も体得していて、知り合いの芸人の髪を結ったりもしているようである。
仲間からは「御役者」のあだ名で呼ばれる。条之介と同様、女性との悲恋が描かれることも多い。
- 流れ矢の仙三（なべおさみ）

表の顔は花火師だが、掏摸をやっていた過去がある。身の軽さから探索を引き受けることが多い。
立ち回りのときは火薬の知識を応用して作った爆弾で悪人を蹴散らす。
- 南美（渥美マリ）（第1話 - 第17話）

チームの紅一点。仙三と共に探索を引き受けることが多いが、その時は女であることを最大限に利用することが多い。
二連発式の短筒を使い、悪人を撃ち殺す。
第17話で悪人の手に掛かり、命を落とす。
- 朱実（夏純子）（第17話[1] - 第26話）

事件解決後、名張を去る条之介たちに付いて行き、そのまま江戸へ下り、なし崩し的にチームの一員となる。
元くノ一で諜報活動は元より、格闘戦に長けている。
右手首に鈴を紐で結わえ付けているが、この中に細身の刃物が縮めて仕込んであり、立ち回りの時は刃物を伸ばして、悪人の急所を突き刺す。
- 九鬼 大紋（佐藤允）

条之介と同じく、流派は違うが一刀流の使い手である浪人。大刀で悪人を斬り倒す。
元はさる藩の剣術指南役であったが、その藩に起こった揉め事を解決するために幼い自分の子供を殺さざるを得なくなり、そのために武士の世界に愛想が尽きて、浪人となった。
難儀をしている子供を見ると何かと手を貸したくなり、若い被害者が出ると激しい怒りを燃やす。
酒をこよなく愛し、何かというと愛用のふくべに口をつけて酒を飲む仕種が見られる。
仲間からは「紋さん」と呼ばれる。
- お蔦（野際陽子）

小料理屋「蔦の家」の女将だが、実は跡部配下の隠密。
跡部に代わって任務の依頼をしたり、補足的な指令を伝える連絡係を務めることもある。
- 跡部 和泉守（山村聰）

狼の元締。裕福な隠居風の身なりで現れ、条之介たちは「御隠居」と呼んでいる。
正体はこの世の不正に厳しく目を光らせる大目付。敵も多いようで、第1話では浪人風の刺客に襲われた。
条之介たちには全幅の信頼を寄せていて、彼らの暴走も大目に見ているようである。

### その他
- 炎 竜軒（丹波哲郎）（第7話 - ）

高島流砲術を使う砲術師で愛用の小型大砲を背負い、仕官先を探しながら全国を旅している。
酒好きのせいか、大紋とは気が合う。
豪放磊落な性格で、失敗談を語っては「慙愧、慙愧」というのが口癖。

## 主題歌
- 「狼のバラード」
  - 作詞：山口洋子　作曲：平尾昌晃　編曲：竜崎孝路　唄：五木ひろし
  - 発売：ミノルフォンレコード（現：徳間ジャパンコミュニケーションズ）

## スタッフ
- 企画：太田昭和（第1 - 6、8話）、細井保伯（第7、9 - 26話）、西岡善信（第18

- 26話）（映像京都）
- プロデューサー：青木民男（毎日放送）、柳田博美（大映テレビ）、徳田良雄（映像京都）
- 脚本：放映リスト参照
- 撮影：森田富士郎、藤井秀男
- 美術：西岡善信、内藤昭
- 音楽：山下毅雄
- 殺陣：美山晋八
- 特技：宍戸大全（JAC）
- ナレーター：芥川隆行
- 監督：放映リスト参照
- タイトルバック演出：市川崑
- 制作：毎日放送、映像京都

## 放映リスト
| 話 数 | 放送日          | サブタイトル          | 脚本                | 監督     | ゲスト                                              |
| ----- | --------------- | --------------------- | ------------------- | -------- | --------------------------------------------------- |
| 1     | 1973年 10月05日 | 裏切りの報酬          | 中村努              | 池広一夫 | 南原宏治 藤岡重慶 上野山功一 伊達三郎               |
| 2     | 10月12日        | 女狩り秘聞            | 八尋大和            | 大洲斉   | 川辺久造 近藤宏 江幡高志 志摩みずえ                 |
| 3     | 10月19日        | 将軍爆破計画          | 高岩肇              | 国原俊明 | 佐藤慶 菅貫太郎 原聖四郎 花岡秀樹                   |
| 4     | 10月26日        | 地獄の罠              | 浅井昭三郎          | 安田公義 | 中村敦夫 五木ひろし 殿山泰司 稲野和子               |
| 5     | 11月02日        | 怪猫 呪いの大井戸     | 浅井昭三郎          | 三隅研次 | 岸田森 山岡徹也 石山律 佐藤友美                     |
| 6     | 11月09日        | 舞姫無惨              | 生田直親            | 黒田義之 | 高樹蓉子 須賀不二男 有吉ひとみ 相川圭子             |
| 7     | 11月16日        | 鬼ヶ峠のつむじ風      | 浅井昭三郎 永原秀一 | 森一生   | 丹波哲郎 麻田ルミ 須藤健 弓恵子                     |
| 8     | 11月23日        | 恐怖の夜叉面          | 生田直親            | 森一生   | 音無美紀子 河原崎建三 鈴木瑞穂 織本順吉             |
| 9     | 11月30日        | 闇の魔王を消せ        | 中村努              | 森一生   | 勝新太郎 相川圭子 高毬子 志賀勝                     |
| 10    | 12月07日        | ほえろ！ 大砲         | 直居欽哉 原田順夫   | 国原俊明 | 丹波哲郎 戸浦六宏 森川千恵子 小林勝彦               |
| 11    | 12月14日        | （秘）浮世絵地獄      | 八尋大和            | 大洲斉   | 本田みちこ 笠原玲子 山本麟一 内田勝正 山下洵一郎    |
| 12    | 12月21日        | 大江戸の鷹            | 服部佳              | 安田公義 | 丘みつ子 花沢徳衛 穂積隆信 司美智子 千波丈太郎      |
| 13    | 12月28日        | 黄金の洞穴            | 笠原良三            | 大洲斉   | 宍戸錠 司美智子 北町史朗 杉山俊夫                   |
| 14    | 1974年 01月04日 | くりから峠の決闘      | 中村努              | 森一生   | 丹波哲郎 松尾嘉代 浜田雄史 大杉雄二                 |
| 15    | 01月11日        | 異聞女人の館          | 鈴木生朗            | 黒田義之 | 天本英世 水上竜子 相川圭子 高樹蓉子 潤ますみ 中島葵 |
| 16    | 01月18日        | 紅蜘蛛の復讐          | 荒木芳久 中村努     | 安田公義 | 京春上 見明凡太朗 藤岡重慶 木村元                   |
| 17    | 01月25日        | くノ一 故郷に死す     | 服部佳              | 池広一夫 | 睦五郎 亀石征一郎 岩田直二 津島道子                 |
| 18    | 02月01日        | 大奥地獄花            | 石森史郎            | 黒田義之 | 加藤嘉 川合伸旺 高樹蓉子 長谷川弘                   |
| 19    | 02月08日        | （秘）くノ一養成学校  | 八尋大和            | 黒田義之 | 長谷川待子 原良子 川崎あかね 石橋蓮司               |
| 20    | 02月15日        | 血ぬられた発禁本      | 鈴木生朗            | 池広一夫 | 藤巻潤 鹿沼エリ 伊吹新吾 八代郷子                   |
| 21    | 02月22日        | 獄門台の花嫁          | 八尋大和            | 太田昭和 | 服部妙子 林ゆたか 戸浦六宏 江幡高志                 |
| 22    | 03月01日        | （秘）殺しの手順      | 山田隆之            | 大洲斉   | 倉野章子 市毛良枝 小林昭二 須賀不二男               |
| 23    | 03月08日        | 生き人形 献上         | 石森史郎            | 黒田義之 | 田口計 神田隆 上野山功一 日吉としやす               |
| 24    | 03月15日        | 奥医師（秘）物語      | 八尋大和            | 森一生   | 山下洵一郎 真山知子 宮口二郎 秋元京子               |
| 25    | 03月22日        | 花嫁連続殺人鬼        | 石森史郎            | 南野梅雄 | 三浦真弓 中尾彬 太田美緒 五味龍太郎                 |
| 26    | 03月29日        | （秘）指令 狼を殺せ！ | 山田隆之            | 大洲斉   | 鈴木瑞穂 小林勝彦 北林早苗 池田幸路                 |

## 放送局

### 同時ネット
- 毎日放送（制作局）
- 北海道テレビ放送
- NETテレビ
- 名古屋テレビ放送
- 岡山放送
- 瀬戸内海放送
- 九州朝日放送

### 時差ネット
- 山形放送：金曜 15:00 - 15:55[2]
- 東北放送：木曜 15:00 - 15:55[3]
- 福島テレビ：土曜 21:00 - 21:55（第23話まで）→ 火曜 23:05 - 24:00（第24話から）[4]
- テレビ山梨：日曜 22:30 - 23:25[5]
- 長野放送：月曜 23:25 - 0:20[6]
- テレビ静岡：日曜 14:30 - 15:25[5]
- 富山テレビ：水曜 22:00 - 22:55[7]
- 石川テレビ：水曜 22:00 - 22:55[7]
- 福井テレビ：水曜 22:00 - 22:55[7]
- 日本海テレビ：水曜 15:40 - 16:35[8]
- 中国放送：水曜16:00 - 16:55[9]
- テレビ山口
- テレビ愛媛
- テレビ高知：金曜 20:00 - 20:55[10]
- 熊本放送：金曜 16:05 - 17:00[11]
- 宮崎放送：金曜 23:30 - 24:25[12]

## 映像ソフト
2004年1月よりキングレコードからDVDが発売された（全7枚、DVD-BOXはなし）。